# Storkvarvsteinen
Storkvarvsteinen är en bergstopp i Antarktis. Den ligger i Östantarktis. Norge gör anspråk på området. Toppen på Storkvarvsteinen är 1 600 meter över havet, eller 214 meter över den omgivande terrängen. Bredden vid basen är 2,1 km.
Terrängen runt Storkvarvsteinen är huvudsakligen lite kuperad. Trakten är obefolkad. Det finns inga samhällen i närheten.